# ウィーラースクールジャパン
ウィーラースクールジャパン（Wielereschool Japan）は、子供向けの自転車教室「ウィーラースクール」を運営する団体。
京都府南丹市美山町に本拠を置き、サイクリスト有志を中心としたボランティアグループが、国内様々なところで「ウィーラースクール」と名のついたスクールを開催している。
ウィーラースクールのウィーラーとは、フラマン語で「サイクリング」を意味する。

## 基本的な考え方
ウィーラースクールジャパンでは、子どもの頃から、正しい交通安全・マナーなどを学ぶだけでなく、自転車の操作技術の向上を図ることで、知識だけではなく、技術的な側面からも、彼ら（子ども）が自らの安全を守れるようにすることを目的としている。

## 経緯
神戸で自転車を通じた社会貢献をテーマに活動していた特定非営利活動法人グッドウィルスポーツライフアシストが、2003年よりベルギーおよびフランドル地方自転車連盟が使用していたカリキュラムを日本に導入し、ウィーラースクールジャパンとして活動したのが始まり。
日本での第1回は、2003年9月に開催された「サイクルロードレース2003 in 神戸ポートアイランド」で併催されたスクールで、講師は、当時NOPPOの選手であった岡崎和也が務めた。 
2006年、当初運営主体であった特定非営利活動法人グッドウィルス ポーツライフアシストが解体したのを機に、参加者の保護者のひとりであったブラッキー中島隆章が、その運営を引き継ぎ、フラマン語のテキストを日本語に翻訳し日本語版「ウィーラースクールカリキュラムテキスト」を製作。
2007年4月、兵庫県明石自転車競技場でのスクールを皮切りに、現在に至る。

国内のプロロードレースチーム「宇都宮ブリッツェン」のように、設立当初よりウィーラースクールを導入するなど、プロスポーツチームが社会貢献の一環として活用する例もある。
2010年より、ウィーラースクールジャパンの活動をより広げて行くために、自転車教育の指導者を増やす目的で、指導テキストを公開したWEBサイト「サイクリングスクール.jp」を開設。以後、このカリキュラムは毎年更新されている。
2010年より、本拠地である京都府南丹市美山町で、「美山サイクリングクラブ」が主体となって、地域密着と子どもたちの都市農村交流を目指し、年間を通じたスクールカリキュラムが行われており、サイクリングやレースなどに限らず、美山町の自然環境を活かした農家体験、自然体験などを盛り 込んだプログラムを行っている。
2011年3月の東日本大震災の被災地支援のため、2012年から「チェーンリングプロジェクト for KIDS」を立ち上げ、全国から寄付を募り、被災地の子どもたちに自転車を楽しんでもらうための活動を続けている。

## 関連リンク
- サイクリングスクール.jp
- チェーンリングプロジェクト for KIDS